# マイク白石
マイク 白石（マイク しらいし、1951年6月9日 - ）は、紀行エッセイスト、経済アナリスト。東京都出身。少年期より電子計算機に親しむ。東海大学工学部中退後、海外各国でシステム設計者として活動。初期汎用機世代からのシステムアナリストである。現在はシンガポールを拠点に講演活動を行っている。

## 著書
- 『ニューヨーク極楽マニュアル』（メディアファクトリー、1995年）
- 『レッツゲット・ニューヨーク』（スターツ出版、1996年）
- 『ショッキング・シヨッピング・ニューヨーク』（日地出版、1997年）
- 『ニューヨーク』（ゼンリン出版、1998年）